# كاثرينا ناستشينوينغ
كاثرينا ناستشينوينغ (مواليد 16 ديسمبر 1997) هي لاعبة كرة قدم نمساوية تلعب في نادي هوفنهايم ومنتخب النمسا.

## روابط خارجية
- كاثرينا ناستشينوينغ على موقع الاتحاد الأوربي (الإنجليزية)
- كاثرينا ناستشينوينغ على موقع قاعدة بيانات كرة القدم.إي يو (الإنجليزية)
- كاثرينا ناستشينوينغ على موقع Soccerway.com (الإنجليزية)
- كاثرينا ناستشينوينغ على موقع عالم كرة القدم.نت (الإنجليزية)